# Joe Worsley
Joseph Paul Richard “Joe” Worsley (Londra, 14 giugno 1977) è un ex rugbista a 15 e allenatore di rugby a 15 britannico, che giocava nel ruolo di flanker. Ha giocato 78 partite nella Nazionale inglese con la quale ha vinto nel 2003 la Coppa del Mondo di rugby; può inoltre vantare una presenza con i British and Irish Lions durante il loro tour sudafricano. Dal 2019 è tecnico della difesa per la Georgia.

## Biografia
Nativo di Londra, Worsley iniziò a giocare a rugby fin dalle scuole superiori e a 16 anni entrò nelle giovanili dei London Wasps.
Divenne il più giovane giocatore a essere schierato per l'Inghilterra U-21 e, il 9 marzo 1996, esordì in prima squadra in Premiership (sconfitta 3-34 contro gli Harlequins.
Terza linea versatile (capace di giocare sia centro che flanker), le sue caratteristiche gli valsero la convocazione nel 1999, e la successiva selezione alla Coppa del Mondo, nella Nazionale maggiore: fu proprio nel massimo trofeo mondiale che Worsley esordì, nella fase a gironi contro Tonga, cui fecero seguito i match contro Scozia e Italia nel Sei Nazioni 2000; prese parte, sempre nel 2000, ai tour inglesi in Sudafrica (due incontri su tre) e in Nordamerica, rimpiazzando il suo compagno di club Lawrence Dallaglio contro Canada e Stati Uniti.
Divenuto titolare in pianta stabile, prese parte alle più notevoli performance della Nazionale inglese nel periodo 2002/2003, quali le doppie vittorie contro le potenze del Tri Nations (Australia, Nuova Zelanda e Sudafrica) sia in casa loro che di ritorno a Twickenham e, alla fine del 2003, fu incluso nella rosa ufficiale impiegata per la partecipazione alla Coppa del Mondo in Australia, che l'Inghilterra vinse proprio battendo in finale la squadra padrona di casa.
Dopo la vittoria in Coppa, Worsley rimase nel giro della Nazionale, saltando solo gli incontri autunnali del 2005 a causa di un infortunio al ginocchio, che tuttavia non gli impedì di essere di nuovo in squadra per il Sei Nazioni 2006.
Partecipò nel 2007 alla sua terza Coppa del Mondo consecutiva, disputando in totale cinque incontri, di cui i tre della fase a eliminazione (tutti da subentrato), il quarto di finale vinto 12-10 contro l'Australia, la semifinale vinta 14-9 contro la Francia e la finale persa 6-15 contro il Sudafrica.
Proprio in semifinale un suo placcaggio su Vincent Clerc che stava andando a meta nei minuti finali impedì ai francesi di realizzare il punto che molto probabilmente avrebbe dato loro la vittoria.
Del 2009 è, infine, la convocazione nella prestigiosa selezione interbritannica dei British Lions, impegnata nel tour in Sudafrica in vari incontri più tre test match contro gli Springbok.
L'incontro più recente disputato in Nazionale da Worsley è la gara contro la Francia nel Sei Nazioni 2010.
Impegnato in varie attività di beneficenza, Worsley è uno dei presidenti onorari della Wooden Spoon Society, associazione non lucrativa che organizza incontri di rugby tra veterani della disciplina per raccogliere fondi per l'infanzia disagiata; inoltre, collabora a un progetto che si propone di insegnare il rugby ai bambini svantaggiati.

## Palmarès
- Coppe del mondo: 1
Inghilterra: 2003
- Premiership: 4
Wasps: 2002-03, 2003-04, 2004-05, 2007-08
- Coppe Anglo-Gallesi: 3
Wasps: 1999, 2000, 2006
- Heineken Cup: 2
Wasps: 2003-04, 2006-07
- Challenge Cup: 1
Wasps: 2002-03